# Zhou Tai Wang
Zhou Tai Wang (chinesisch 周太王, Pinyin Zhōu Tài Wáng – „Großer König der Zhou“) ist der postume Name von Ji Dan Fu (姬亶父,  Jī Dǎn Fù), auch Gu Gong Danfu (古公亶父, 古公亶甫,  Jī Dǎn Fù). Er gilt in der chinesischen Geschichtsschreibung als einer der Ahnherren der Zhou-Dynastie. Er geht in elfter Generation in direkter Abstammung auf Huangdi zurück, den legendären „Gelben Kaiser“ und ersten Ur-Herrscher Chinas.
Der Legende wurde eine Frau namens Jiang Yuan von Huangdi schwanger, als sie auf eine seiner Fußspuren trat. Sie legte den Sohn Houji weg, da sie dachte, Huangdi wolle den Sohn nicht. Mit Hilfe der Natur überlebte er aber und brachte dem Volk der Zhou, deren Urahn er wurde, landwirtschaftliche Techniken bei.
Elf Generationen später migrierten die Zhou unter Zhou Tai Wang aus dem heutigen Nordwestchina, wo sie unter den als Barbaren betrachteten Rong und Di siedelten, in Richtung Süden. Sie ließen sich am Gebirge Qi Shan, im Tal des Wei-Flusses (heutige Provinz Shaanxi) nieder. In dieser Region wurden auch die ersten archäologischen Hinweise auf das Volk der Zhou gefunden.
Der Zhou Tai Wang hatte drei Söhne:
- Ji Tai Bo (späterer Name: Wu Tai Bo) gründete später den Staat Wu und ist Ahnherr der Wu-Familie.
- Ji Zhong Yong (姬虞仲)
- Ji Ji Li (姬季歷)

Der jüngste Sohn Ji Li hatte selbst einen Sohn namens Chang, der bei seiner Geburt glücksverheißende Muttermale auf dem Körper hatte. Zhou Taiwang wollte deshalb Ji Li zu seinem Thronfolger machen; die beiden älteren Söhne überließen Ji Li freiwillig den Vortritt.
Nach dem Tod des Zhou Tai Wang führte Ji Li zahlreiche Feldzüge gegen seine Nachbarn. Er starb nahe der Hauptstadt des Shang-Reiches. Der Enkel des Zhou Tai Wang wurde zunächst von den Shang, die in den Zhou mittlerweile eine Gefahr sahen, in Haft genommen. Kurz nach seiner Freilassung nahm Chang den Titel Wen Wang an. Sein Sohn stürzte die Shang-Dynastie und errichtete die Zhou-Dynastie, die in der chinesischen Geschichte als goldenes Zeitalter gilt.